# Grand Hotel (album)
Grand Hotel studijski je album britanskog rock sastava Procol Haruma koji izlazi 1973.g.

## Popis pjesama
1. "Grand Hotel"
2. "Toujours l'amour"
3. "A Rum Tale"
4. "TV Caesar"
5. "A Souvenir of London"
6. "Bringing Home the Bacon"
7. "For Liquorice John"
8. "Fires (Which Burnt Brightly)"
9. "Robert's Box"

## Izvođači
- Chris Copping - orgulje
- Alan Cartwright - bas-gitara
- B.J. Wilson - bubnjevi
- Mick Grabham - gitara
- Gary Brooker - pianino, vokal
- Keith Reid - tekst
- Christianne Legrand izvodi vokale u skladbi Fires (Which Burnt Brightly)

## Vanjske poveznice
- ProcolHarum.com - Detalji o albumu na službenim internet stranicama Procol Haruma